# Bundesstraße 234
De Bundesstraße 234 (ook wel B234) is een bundesstraße in de Duitse deelstaat Noordrijn-Westfalen.
De B234 begint bij Sprockhövel en eindigt in Wetter. De B234 is 12,5 km lang.

## Routebeschrijving
De B234 begint in afrit Sprockhövel aan de A43. De weg loopt in zuidoostelijke richting naar Haßlinghausen waar deze naar het noordoosten aansluit en door Silschede loopt waar de L527 vanaf afrit Gevelsberg A1 aansluit. De weg loopt verder naar het zuidoosten een komt nog door, Grundschöttel en Oberwengern om in Wetter eerst de B226 en de Ruhr te kruisen alvorens verderop in de stad op een rotonde aan te sluiten op de L675.
B1 · B3 · B7 · B8 · B9 · B10 · B26 · B27 · B35 · B37 · B38 · B39 · B40 · B41 · B42 · B43 · B43a · B44 · B45 · B47 · B48 · B49 · B50 · B51 · B52 · B53 · B54 · B55 · B55a · B56 · B56n · B57 · B58 · B59 · B61 · B62 · B63 · B64 · B65 · B66 · B66n · B67 · B68 · B70 · B80 · B83 · B84 · B219 · B220 · B221 · B223 · B224 · B225 · B226 · B227 · B228 · B229 · B230 · B231 · B233 · B234 · B235 · B236 · B237 · B238 · B239 · B241 · B249 · B250 · B251 · B252 · B253 · B254 · B255 · B256 · B257 · B258 · B259 · B260 · B261 · B262 · B263 · B264 · B265 · B266 · B267 · B268 · B269 · B270 · B271 · B272 · B274 · B275 · B277a · B278 · B279 · B284 · B288 · B323 · B324 · B326 · B327 · B399 · B400 · B403 · B405 · B406 · B407 · B409 · B410 · B411 · B412 · B413 · B414 · B416 · B417 · B418 · B419 · B420 · B421 · B422 · B423 · B424 · B426 · B427 · B428 · B429 · B448 · B449 · B450 · B451 · B452 · B453 · B454 · B455 · B456 · B457 · B458 · B459 · B460 · B469 · B473 · B474 · B475 · B476 · B477 · B478 · B479 · B480 · B481 · B482 · B483 · B484 · B485 · B486 · B487 · B488 · B489 · B499 · B504 · B506 · B507 · B508 · B509 · B510 · B511 · B513 · B514 · B515 · B516 · B517 · B519 · B520 · B521 · B525 · B528 · B611